# Tour de Rijke 2007
Il Tour de Rijke 2007, diciannovesima edizione della corsa, valido come evento dell'UCI Europe Tour 2007 categoria 1.1, si svolse il 22 settembre 2007 su un percorso di 198,2 km. Fu vinto dal belga Gert Steegmans, che terminò la gara in 4h 24' 30" alla media di 44,96 km/h.
Furono 122 i ciclisti che portarono a termine la competizione.

## Ordine d'arrivo (Top 10)
| Pos. | Corridore         | Squadra         | Tempo    |
| ---- | ----------------- | --------------- | -------- |
| 1    | Gert Steegmans    | Quick Step      | 4h24'30" |
| 2    | Graeme Brown      | Rabobank        | s.t.     |
| 3    | Stefan van Dijk   | Wiesenhof       | s.t.     |
| 4    | Borut Bozichz     | LPR             | s.t.     |
| 5    | Mathew Hayman     | Rabobank        | s.t.     |
| 6    | Kenny Dehaes      | Choc. Jacques   | s.t.     |
| 7    | Aart Vierhouten   | Skil-Shimano    | s.t.     |
| 8    | Frédéric Amorison | Landbouwkrediet | s.t.     |
| 9    | Steven de Jongh   | Quick Step      | s.t.     |
| 10   | Aaron Kemps       | Astana          | s.t.     |